# Bogomoljke
Bogomoljke (lat. Mantodea) su red velikih grabežljivih kukaca podrazreda krilaša koji prednji par nogu drže uzdignute na način što podsjeća na sklopljene ruke pri molitvi, pa su po tome nazvani. 

## Izgled
Glava im je pomična, s velikim izbočenim očima, ticala duga. Prvi prsni kolutić im je jako produljen i omogućava pomicanje glave u svim smjerovima. Izvanredno su dobro prilagođene okolišu, mogu mijenjati boju tijela što ih, povezano dugotrajnom nepokretnošću, čini vrlo teško uočljivim. Duljina tijela im je najčešće između 40 i 80 mm. Ženke su veće od mužjaka.

## Prehrana
Hrane se drugim kukcima koji su manji od njih, napadaju iz zasjede, hvataju plijen prednjim parom nogu, a ponekad pojedu i pripadnike svoje vrste. 
Vole toplo vrijeme, aktivne su po danu. Obično se susreću od lipnja do listopada, najčešće miruju na travnjacima ili lete, u slučaju potonjeg često samo mužjaci.

## Razmnožavanje
Ženke snesu jaja u pjenušavom omotu koji prilijepe na biljke ili kamenje. U proljeće izlaze ličinke koje nalikuju odraslima, ali nemaju krila i znatno su manje. Razvijaju se nepotpunom preobrazbom, presvlače se pet puta, a nakon zadnjeg presvlačenja dobivaju krila.

## Porodice i vrste
Poznato je oko 2300 vrsta i 430 rodova u oko desetak porodica. Najmanja je otkrivena vrsta Bolbe pygmea iz Australije, duga samo 10 mm. Tradicionalno se smatralo da je s duljinom od 200 mm najveća vrsta Toxodera denticulata iz Indonezije, no neke neopisane vrste koje kruže trgovinom kućnih ljubimaca su veće.
U Hrvatskoj živi 6 autohtonih vrsta bogomoljki. To su obična bogomoljka (Mantis religiosa), krunasta bogomoljka (Empusa fasciata), patuljasta bogomoljka (Ameles spallanzania), Ameles decolor, Iris oratoria i Geomantis larvoides.
Međutim, kako i u ostatku južne Europe, u Hrvatskoj se i počeo pojavljivati broj stranih i invazivnih vrsta iz Azije i Afrike. Strane vrste koje su zabilježene od 2019. godine su Hierodula patellifera, Hierodula transcaucasica i Sphodromantis viridis.
Dok su azijske bogomoljke iz roda Hierodula nastanile cijelu obalu, afričke bogomoljke S. viridis samo su potvrđene na samom jugu Dalmacije.

## Galerija
- Mužjak Gongylus gongylodes, vrste iz južne Azije
- Parenje: ženka obične bogomoljke je zelene, a mužjak smeđe boje
- Jaja prilijepljena na stabljiku biljke
- Obična bogomoljka (Mantis religiosa)
- Krunasta bogomoljka (Empusa fasciata)
- Patuljasta bogomoljka (Ameles spallanzania)
- Ameles decolor
- Geomantis larvoides
- Iris oratoria
- Hierodula patellifera: vrstu razlikujemo od H. transcaucasica po izraženijim žutim bodljama i bazalnim pločama na prednjem kuku
- Sphodromantis viridis

## Vanjske poveznice
|  | Zajednički poslužitelj ima još gradiva o temi Bogomoljke |
|  | Wikivrste imaju podatke o taksonu Mantodea               |